# 水上清乃
水上 清乃（みなかみ きよの、1972年1月29日 - ）は、熊本放送など、熊本県を中心に活躍しているタレント。元・テレビ熊本アナウンサー。
1991年、熊本呉服専門店連盟が主催した「92 ミス熊本きものの女王選出大会」でミスに選ばれ、その後1年間ミスとして活動した。1992年5月、熊本でのドリームジャンボ宝くじ発売のさいには、第一勧業銀行前で着物姿でティッシュを配りPR活動を行った。

## 出演番組

### テレビ
熊本放送（RKK）
- 水曜だけど土曜の番組（水曜 20時55分～、2019年6月-  ） - リポーター[3]

テレビ熊本（TKU）
- 英太郎のかたらんね 火曜レギュラー（火曜 9時50分～  ） [4]
- 健康リポート｢医療大百科｣ （月曜 11時20分～  ） [5]
- TKUくらしの窓（土曜 11時35分～  ）

### ラジオ
熊本放送（RKK）
- 水上清乃のあなたにカンパイ - メインパーソナリティ（月曜～金曜　18時～18時10分）[6]
- とんでるワイド 大田黒浩一のきょうも元気! - 木曜日アシスタント（木曜　9時～12時、2014年10月 - ）[7]
- そうしょうさんのなんでもラジオ寺 - パーソナリティ（第1・第3火曜　18時20分～18時30分）[8]

### CM
阿蘇くまもと空港国際線復興協議会 -まさやん、草野遥と共演
商工会議所「熊本県事業承継・引継ぎ支援センター」